# Покровський район (Башкирська АРСР)
Покро́вський район (рос. Покровский район) — колишня адміністративна одиниця третього порядку у складі Башкирської АРСР РРФСР, яка існувала у період 1937–1962 років.

## Історія
Покровський район був утворений 20 березня 1937 року з центром у селі Федоровка.
1938 року центром району стало село Бедеєво.
Покровський район був ліквідований 12 грудня 1962 року.

## Населення
Населення району складало 16445 осіб (1959; 25030 у 1939).